# Залите (станция)
За́лите (латыш. Zālīte) — железнодорожная станция в Иецавском крае Латвии, на линии Елгава — Крустпилс. Станция расположена в 3 км к северу от села Залите.

## История
Платформа Залинген, снабжённая погрузочным путём и предназначенная для нужд местного казённого лесничества, открыта в 1904 году при сдаче в эксплуатацию Московско-Виндавской железной дороги. Переименована в Залите в 1920 году. В наши дни (2015 г.) является грузовой станцией 5 класса.